# Gombos András
Gombos András (Csanádalberti, 1943. augusztus 23. –) magyar állatorvos, politikus, országgyűlési képviselő.

## Életpályája

### Iskolái
Az általános iskolát Csanádalbertin, középiskolai tanulmányait Makón végezte; 1961-ben érettségizett a József Attila Gimnáziumban. 1961–1966 között az Állatorvostudományi Egyetem hallgatója volt. 1977–1979 között sertés-egészségügyi szakállatorvosi diplomát is szerzett.

### Pályafutása
1966–1967 között a Medgyesegyházán állatorvos gyakornok volt. 1967–1975 között Eperjesen körzeti állatorvosként dolgozott. 1972–1973 között Budapesten sorkatonai szolgálatát töltötte. 1975–1994 között Szentesen körzeti állatorvosként tevékenykedett. 1991-től a Csongrád Megyei Gazda- és Gazdaasszonyképzést Elősegítő Alapítvány kuratóriumának tagja. 1991–2004 között a G&G Medivet Kft. ügyvezető igazgatója volt. 1994-től körzeti orvosi munkáját szünetelteti. 1998–2007 között kerületi főállatorvos volt. 2007-ben nyugdíjba vonult.

### Politikai pályafutása
1989 óta az SZDSZ tagja. 1989–1994 között az SZDSZ szentesi szervezetének ügyvivője volt. 1990–1994 között önkormányzati képviselő volt. 1990–1998 között a Csongrád Megyei Közgyűlés tagja volt. 1994–1998 között országgyűlési képviselő (Szentes) volt. 1994–1998 között a Mezőgazdasági bizottság tagja volt. 1998-ban, 2002-ben és 2006-ban képviselőjelölt volt. 2004–2006 között a Környezetvédelmi és Vízügyi Minisztérium politikai államtitkára volt az első Gyurcsány-kormány alatt.

## Családja
Szülei: Gombos András (1917–1980) és Zöldi Mária (1922–1988) voltak. 1967-ben házasságot kötött Lehoczky Anna Évával. Két lányuk született: Zita (1967) és Tünde (1970).

## Díjai
- a Mezőgazdaság Kiváló Dolgozója (1977)